# Veress József (politikus)
Veress József (Mátészalka, 1960. szeptember 24. –) magyar közgazdász, politikus, országgyűlési képviselő. A közgazdaságtudományok kandidátusa (1990).

## Életpályája
1979–1984 között a moszkvai Nemzetközi Kapcsolatok Intézetében nemzetközi kapcsolatok szakán diplomázott.
1984–1987 között a Külügyminisztérium albán referense volt. 1987–1990 között a tiranai nagykövetségen attaséként dolgozott.
1990–1991 között a moszkvai nagykövet személyi titkára volt. 1992–1994 között a HFT Corporation moszkvai irodájának vezetője volt. 1994–1998 között a Miniszterelnöki Hivatal helyettes államtitkára; a miniszterelnök kabinetfőnökének helyettese volt. 1997-től az Európai Párbeszéd Alapítvány kurátora. 1998–2002 között projekttanácsadó volt.
2001-től az MSZP tagja; a Harmadik Hullám platform koordinációs tanácsának elnöke volt. 2001-től az e-Világ című folyóirat szerkesztőbizottságának tagja. 2002-ben országgyűlési képviselőjelölt volt. 2002–2004 között a Nemzeti Fejlesztési Hivatal vezető tanácsadójaként tevékenykedett. 2003-tól az MSZP Békés megyei elnöke volt. 2004-ben európai parlamenti képviselőjelölt volt. 2004–2005 között a Miniszterelnöki Hivatal politikai államtitkára volt. 2004–2007 között az országos elnökség tagja volt. 2006–2010 között országgyűlési képviselő (Szeghalom) volt. 2006–2010 között az Európai ügyek bizottságának és Az Új Magyarország Fejlesztési Terv végrehajtását felügyelő eseti bizottságának tagja volt. 2007-ben az MSZP frakcióvezető-helyettese volt.
Angolul, oroszul, albánul, franciául, németül és olaszul beszél.

## Művei
- A balkáni országok gazdasági együttműködése a nyolcvanas években (1989)
- Az információs társadalom kialakításának EU és magyar lépései (2001)
- A globalizáció kihívásai és Magyarország. A magyar vállalati-vállalkozói szféra fejlődésének kérdéseireől (2002)

## Díjai
- A Magyar Érdemrend tisztikeresztje (1998)[1][2]